# マハーセーナ
マハーセーナ（Mahasen あるいは Mahasena）は、古代スリランカのアヌラーダプラ王国の王である。その治世は西暦275年から301年と考えられており、スリランカで灌漑のために大規模な貯水池を作り始め、16の貯水プールを造ったとされる。マハーワンサによると、王に即位してからは上座部仏教（テーラワーダ、Theravada）の僧たちを敵視し、その最大の拠点であったアヌラーダプラ大僧院を含めて複数の寺院を廃した。その後に部下の言葉に従い敵視をやめ、ジェータワナ・ラーマヤのストゥーパを建立した。また人々はマハーセーナがミネリヤに貯水池を造ったことに感謝し、マハーセーナをミネリ・デウィヨ (ミネリヤの神) と呼ぶようになった。

## 上座部仏教への圧政
マハーセーナはゴタバヤ（在位：253年 - 266年）の子である。ゴタバヤの死後は兄であったジェッタティッサ1世 (Jetthatissa) が王位を継ぎ、275年まで国を治めた。ジェッタティッサとマハーセーナはともに大乗仏教（無比 (Vaitulya) とも呼ばれた）の僧であったサンガミッターから教育を受けた。当時は、その以前から国教として広まっていたのは上座部仏教であったが、マハーセーナは王位を継いでまもなく、上座部仏教最大の寺院であったアヌラーダプラ大僧院の僧（和尚、Bhikkhus）たちに、大乗仏教を受け入れるように命じた。僧らがこれに反発すると、マハーセーナは民衆に対して上座部仏教の僧に食べ物を提供することを禁じた。その結果僧たちはアヌラーダプラを捨て、スリランカ南部のルフナ地方へ逃れた。
マハーセーナはアヌラーダプラ大僧院を解体し、廃材をアバヤギリ寺院の建立に使い、大乗仏教の中心地とした。アヌラーダプラ大僧院の一部であったロワマハーパヤも同様に解体された。これに対してマハーセーナの友人であり国の行政を負かされていたメガワナバヤ (Meghavannabaya) はルフナで兵を挙げ謀反を起こした。マハーセーナはこれを討伐すべく、軍を率いてメガワナバヤの陣に相対する陣を張ったが、翌日には決戦になろうとするその前夜、メガワナバヤは敵陣にてマハーセーナに対面し、上座部仏教に対する圧政を辞めるよう説得、その結果マハーセーナはメガワナバヤと和解し、マハーセーナは上座部仏教への攻撃をやめ、アヌラーダプラ大僧院も後に再建された。

## 建設
マハーセーナは、アヌラーダプラ大僧院の敷地内に建立したジェータワナ・ラーマヤのストゥーパは、スリランカで最も高く、世界でも有数の規模の塔である。レンガ造りの建築物としても最大である。
仏教僧であるマハーナーマが編纂した『マハーワンサ』によると、マハーセーナは16の貯水池と二つの運河を作ったとされている。貯水池のうち最大のものはミネリヤにあり、その面積は 4,670エーカー (18.9 km2) である、周囲長は 21マイル (34 km)、堤の高さは 44-フート (13 m)、長さは 1.25マイル (2.01 km) である。ミネリヤの水は現在も灌漑に使われており、エラハラ (Elahara) 運河で引いた水が溜められている。スリランカがイギリスの植民地だったときの総督、ヘンリー・ウォード (Henry Ward) は、
いくらアジアの人々が従順だといっても、国民が最も必要としていて、かつその利益を享受できるのでなければ、どんなに懐柔しても強制しても、これほどのものは作れなかっただろう。
と述べている。
マハーセーナが作ったとされる16の貯水池は、以下の通りであるが、現在は所在不明なものもある。現在の名称を括弧内に示す。
- マニヒラ Manihira (Minneriya)
- マハーガーマ Mahagama
- チャルラ Challura
- カヌ Khanu
- マハーマーニ Mahamani
- ココワタ Kokavata
- ダマラーマ Dhammarama
- クムバラカ Kumbalaka
- ワハナ Vahana
- ラトマラカンダカ Ratmalakandaka (Padawiya)
- ティッサワダマナカ Tissavadamanaka (Kawudulla)
- ウェランガウィッティ Velangavitthi
- マハーガラカ Mahagallaka
- チラ Cira
- マハーダラガラカ Mahadaragallaka  (Nachchaduwa)／1950年設立の世界的なNGO国際かんがい排水委員会が推進する「かんがい施設遺産」に登録
- カラパサナ Kalapasana

マハーセーナはまた、パバタンタ運河 (Pabbathantha ela) を建設し、またワサバ王の時代に着手されたエラハラ運河 (Elahara ela) を竣工にこぎ着けた。

## 人民との関わり
マハーセーナの上座部仏教に対する圧政下では、たびたび民衆による反乱が起きており、王族が殺されることもあった。サンガミッターもその犠牲となった。
しかしアヌラーダプラ大僧院を再建し、いくつかの破壊された貯水池を修復して農業に利用できるようになってからは反乱は鎮まり、特にミネリヤの貯水池を完成させてからは神と崇められるようになった。死後はミネリヤ貯水池の近くに、マハーセーナを祭るための寺院が建てられた。この寺院は現在でもある。
西暦301年に崩御した。『マハーワンサ』も、マハーセーナの崩御をもって終わっている。